# Laquearius
Laquearius (od łac. laqueus – pętla) – kategoria gladiatora zbliżona do retiariusa, powstała w późniejszych czasach cesarstwa. W odróżnieniu od niego używał sznura z pętlą, podobnego do lassa, którym starał się obezwładnić przeciwnika.